# 窄颖早熟禾
窄颖早熟禾（学名：Poa stenachyra）为禾本科早熟禾属下的一个种。